# Petter och den röda fågeln
Petter och den röda fågeln är en barnbok av Ulf Stark illustrerad av Per Åhlin. Boken gavs ut 1975 på Wahlström & Widstrand bokförlag. Petter och den röda fågeln är Ulf Starks första barnbok.